# Julius Löwe (Architekt)

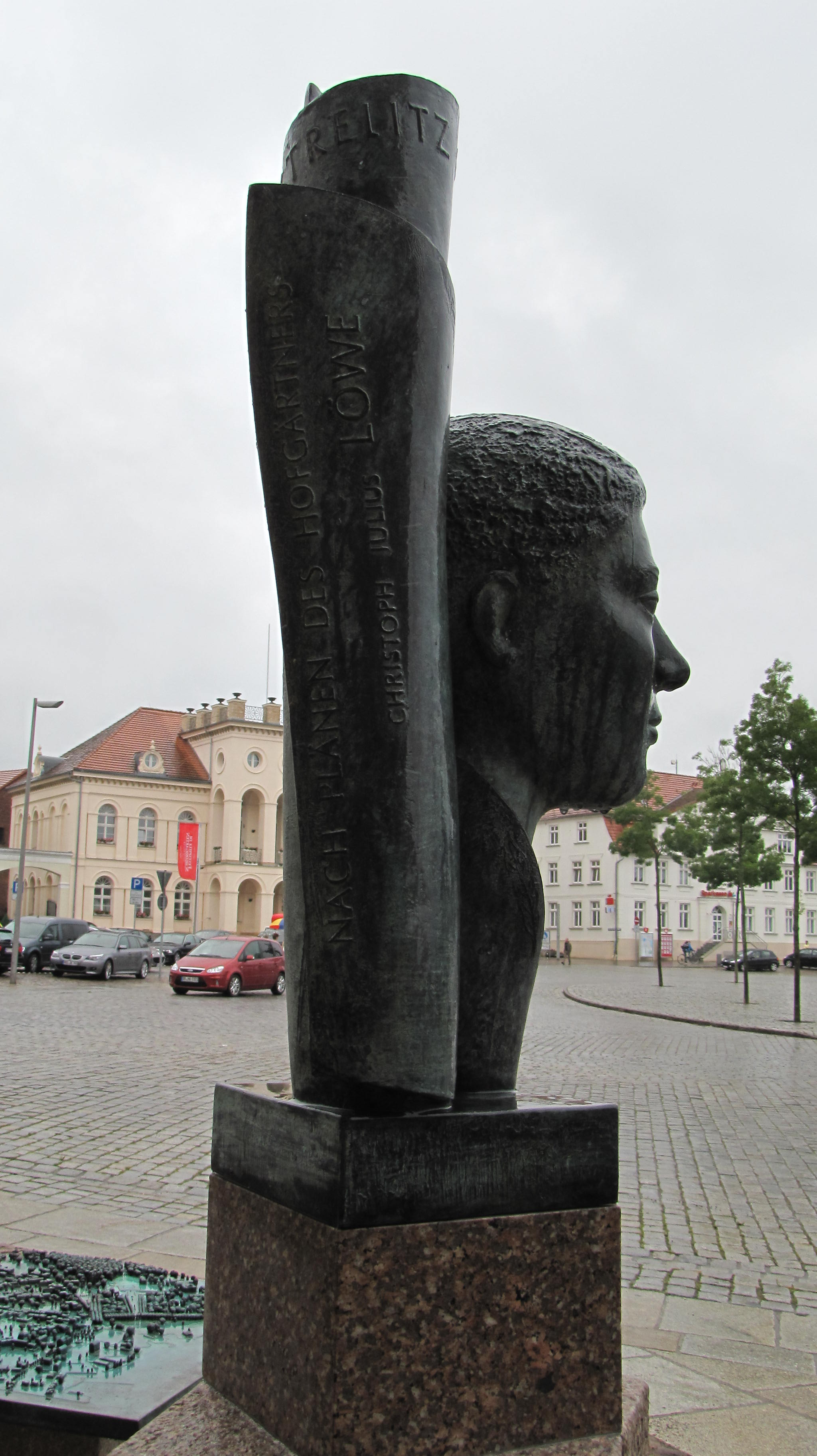
Denkmal für Löwe mit Stadtmodell in Neustrelitz

(Christoph) Julius Löwe (* um 1690 im Braunschweigischen (?); † um 1752 in Neustrelitz (?)) war Baumeister, Gartenarchitekt, sowie herzoglich mecklenburg-strelitzscher Hofgärtner und Hofbaumeister. Nach seinen Plänen entstand ab 1731 die Residenzstadt Neustrelitz des noch jungen Herzogtums Mecklenburg-Strelitz, mit seinem charakteristischen strahlenförmigen Grundriss.

## Leben und Werk

### Kunstgärtner und Baumeister: um 1690 bis 1731
Für Julius Löwe waren bisher weder Lebensdaten noch weitere Tätigkeitsorte zu ermitteln. Auch über seine Ausbildung weiß man nichts. Spätestens ab 1720 stand Löwe, der aus dem Braunschweigischen stammen soll, als „fürstlicher Kunstgärtner“ im Dienst von Herzog Adolf Friedrich III., dem zweiten Regenten des knapp zwei Jahrzehnte zuvor gegründeten (Teil-)Herzogtums Mecklenburg-Strelitz. Wahrscheinlich ist Löwes Amt mit jenem eines Hzgl. meckl. strel. Hofgärtners vergleichbar, jedoch gingen seine Dienstpflichten schon bald über die eines Gartenkünstlers und Gartenarchitekten hinaus. Womöglich lieferte er bereits die Entwürfe für einen Tiergarten, der 1721 unweit des herzoglichen Jagdhauses Glienecke einricht wurde. Spätestens jedoch ab 1724 war Löwe in erster Linie als herzoglicher Baumeister tätig. Löwe dürfte damit der erste aus einer langen Reihe von Hofbaumeistern der Strelitzer Herzöge gewesen sein.
Löwe erbaute 1724 bis 1730 die St. Marienkirche in Strelitz auf den Fundamenten eines mittelalterlichen Vorgängerbaus (später vielfach umgestaltet). 1726 übertrug man ihm den Um- und Ausbau des herzoglichen Jagdhauses in Glienecke zum neuen Residenzschloss der Strelitzer Herzöge, der nach dem Brand des bisherigen Residenz in Strelitz (1712) erforderlich geworden war und Löwe bis 1731 beschäftigte und ihm im selben Jahr den Titel eines Hzgl. meckl. strel. Hofbaumeisters einbrachte. Bis 1731 errichtet Löwe noch weitere Nebengebäude der Schlossanlage und zwei eingeschossige Wirtschafts- und Verwaltungsgebäude in Glienecke, dass bald darauf nur noch Neustrelitz genannt wurde.

### Planung und Bau der Stadt Neustrelitz: 1731 bis um 1750
Das größte Bauprojekt begann für Löwe 1731 mit den ersten Plänen des Herzogs, unmittelbar neben dem neuen Residenzschloss eine höfische Behörden-, Beamten- und Versorgungssiedlung anzulegen, aus der nach anfänglichen Unsicherheiten im Verlauf der ersten Jahrhunderthälfte die neue Residenzstadt Neustrelitz erwuchs. Löwe meisterte die ausgesprochen schwierige Geländesituation, projektierte und realisierte eine barocke Stadtanlage mit acht vom Marktplatz aus sternförmig verlaufenden Straßen, wie sie noch heute in Neustrelitz zu bewundern ist. Im Gegensatz zu vergleichbaren Städten war es in Neustrelitz jedoch nicht möglich, das bereits existierende fürstliche Schloss in der Mitte der Anlage zu positionieren. Während die Herzöge sich erst im Verlauf der nächsten zwei Jahrzehnte endgültig entschließen konnten, Neustrelitz zur (politisch freilich unbedeutenden) Residenzstadt auszubauen und nicht nur zu einem Stadtteil der altmecklenburgischen Landstadt Strelitz, lag die Verantwortung für das Baugeschehen in Löwes Händen. Als herzoglichem Baumeister oblag ihm die Anweisung der Bauplätze ebenso wie die Leitung und Aufsicht über alle Bauten in Neustrelitz.
Neben all diesen Pflichten fand Löwe noch Zeit, 1738 nach einem Brand das Rathaus von Neubrandenburg wiederzuerrichten. 1741 bis 1752 baute er als herzoglichen Witwensitz das Stadtschloss in Fürstenberg, 1742 bis 1745 für einen ranghohen Beamten das Herrenhaus in Sponholz und 1749 bis 1752 hinterließ er am Schloss von Mirow seine Spuren.
Ob noch weitere Bauten auf Löwe zurückgehen, war bisher nicht sicher zu klären. Stilistisch deutet etwa das Herrenhaus von Suckwitz bei Güstrow auf seine Handschrift hin. Die moderne Bauforschung bescheinigte Löwe unlängst, „dass man in ihm einen Baumeister von Format sehen“ kann.

### Ungeklärtes Ende
Mit den frühen 1750er Jahren verlieren sich Löwes Spuren in Mecklenburg-Strelitz. Man weiß, dass er 1724 in Strelitz eine der Schlossjungfern geheiratet hatte. Von Kindern des Paares ist (bisher) nichts bekannt. Man weiß aber auch, dass die politischen Turbulenzen um die Thronbesteigung von Herzog Adolf Friedrich IV. 1752/53 für verschiedene Neustrelitzer Hofbeamte das Ende ihrer Karriere brachten. Ob auch Julius Löwe dazu gehörte und ob er vielleicht in der Folgezeit andernorts wirkte, vermochte die biografische Forschung bislang nicht zu klären.

## Denkmal
2010 erhielt Löwe ein von Wolfgang Friedrich geschaffenes Denkmal auf dem Marktplatz in Neustrelitz in Form eines Stadtmodells aus Bronze sowie eine Stele mit Planrolle und Bronzekopf, dessen Gesicht eine weibliche und eine männliche Seite symbolisieren soll.